# Ancyluris tedea
Espèce
Ancyluris tedea est un insecte lépidoptère appartenant à la famille  des Riodinidae et au genre Ancyluris.

## Taxonomie
Ancyluris tedea a été décrit par Pieter Cramer en 1777 sous le nom de Papilio tedea.

### Sous-espèces
- Ancyluris tedea tedea au Surinam
- Ancyluris tedea silvicultrix Stichel, 1909; en Bolivie et au Pérou[1].

## Description
Ancyluris tedea est un papillon d'une envergure autour de 32 mm. Le dessus est noir avec les ailes antérieures traversées d'une ligne rouge qui se continue aux ailes postérieures et se double d'une partielle ligne submarginale du même rouge.  Le revers est bleu métallique bordé et suffusé de noir avec juste une tache rouge rouge aux antérieures et une aux postérieures.

## Écologie et distribution
Ancyluris tedea est présent en Amérique du Sud sous forme de deux isolats, l'un en Guyane, en Guyana et au Surinam, l'autre en Bolivie et au Pérou.

### Biotope
Il réside dans la forêt tropicale.

### Protection
Pas de statut de protection particulier.